# 忘れないで 忘れないで
「忘れないで 忘れないで」（わすれないで わすれないで）は、サンボマスターの楽曲である。2020年5月6日にGetting Betterより23作目のシングルとして配信限定で発売された。

## 概要
前作『花束』より約2ヶ月ぶりのリリースで、前作と同様に配信限定というフォーマットでの発売となった。
ディスクジャケットには、握られた2つの手のイラストがあしらわれており、「人と人との繋がりを決して忘れないで欲しい」という思いが込められた。
本作はテレビ東京系ドラマ24『浦安鉄筋家族』の主題歌として描き下ろされたロック・チューンで、主演の佐藤二朗は「ソウルとパンチ、そして何より“愛”に溢れたサンボマスターさんの楽曲は、まさにこのドラマにドンピシャ。これ以上にない心強い援軍です」とコメントしている。
5月22日より本作を使用したダンス動画を撮影し、「#浦安わすダン」というハッシュタグをつけてYouTubeやInstagramに投稿するというダンス企画が始動した。

## ミュージック・ビデオ
ミュージック・ビデオは、ドラマ『浦安鉄筋家族』とコラボレーションした内容となっており、大沢木家も出演している。また、ドラマ本編のオープニング映像とも連動しており、ミュージック・ビデオの監督もドラマのチーフ監督の瑠東東一郎が務めた。
5月5日にミューシック・ビデオのショートバージョンが公開されたのち、6月10日にフルバージョンが公開された。

## 収録曲
| #  | タイトル                  | 作詞・作曲 | 時間 |
| -- | ------------------------- | ---------- | ---- |
| 1. | 「忘れないで 忘れないで」 | 山口隆     | 3:27 |

## タイアップ
- テレビ東京系ドラマ24『浦安鉄筋家族』主題歌